# Велін Маринов
Велін Петков Маринов (болг. Велин Петков Маринов; нар. 6 травня 1979) — болгарський борець греко-римського стилю, срібний призер чемпіонату Європи.

## Життєпис
Боротьбою почав займатися з 1989 року.
Виступав за борцівський клуб «Василь Ілієв» Кюстендил. Тренер — Братан Ценов (з 1999).

## Спортивні результати на міжнародних змаганнях

### Виступи на Чемпіонатах світу
| Змагання                        | Збірна   | Вагова категорія                 | Місце |
| ------------------------------- | -------- | -------------------------------- | ----- |
| Чемпіонат світу з боротьби 2001 | Болгарія | греко-римська боротьба, до 69 кг | 19    |
| Чемпіонат світу з боротьби 2005 | Болгарія | греко-римська боротьба, до 74 кг | 26    |

### Виступи на Чемпіонатах Європи
| Змагання                         | Збірна   | Вагова категорія                 | Місце  |
| -------------------------------- | -------- | -------------------------------- | ------ |
| Чемпіонат Європи з боротьби 2000 | Болгарія | греко-римська боротьба, до 76 кг | 7      |
| Чемпіонат Європи з боротьби 2001 | Болгарія | греко-римська боротьба, до 69 кг | 15     |
| Чемпіонат Європи з боротьби 2005 | Болгарія | греко-римська боротьба, до 74 кг | Срібло |

### Виступи на інших змаганнях
| Змагання                                                             | Збірна   | Вагова категорія                 | Місце  |
| -------------------------------------------------------------------- | -------- | -------------------------------- | ------ |
| Олімпійський кваліфікаційний турнір з боротьби 2000 (Клермон-Ферран) | Болгарія | греко-римська боротьба, до 69 кг | 16     |
| Олімпійський кваліфікаційний турнір з боротьби 2000 (Ташкент)        | Болгарія | греко-римська боротьба, до 69 кг | 7      |
| Міжнародний меморіал Дейва Шульца 2005                               | Болгарія | греко-римська боротьба, до 74 кг | Срібло |

### Виступи на змаганнях молодших вікових груп
| Змагання                                       | Збірна   | Вагова категорія                 | Місце |
| ---------------------------------------------- | -------- | -------------------------------- | ----- |
| Чемпіонат світу з боротьби серед юніорів 1996  | Болгарія | греко-римська боротьба, до 68 кг | 18    |
| Чемпіонат Європи з боротьби серед юніорів 1998 | Болгарія | греко-римська боротьба, до 70 кг | 11    |
| Чемпіонат Європи з боротьби серед юніорів 1999 | Болгарія | греко-римська боротьба, до 69 кг | 4     |
| Чемпіонат світу з боротьби серед юніорів 1999  | Болгарія | греко-римська боротьба, до 69 кг | 13    |